# قرطاج (مسيسيبي)
قرطاج (بالإنجليزية: Carthage, Mississippi)‏ هي مدينة تقع في الولايات المتحدة في مقاطعة ليك. يقدر عدد سكانها بـ 4,637 نسمة ومساحتها 24.3 كم2 وترتفع عن سطح البحر 107 متر.

## التركيبة السكانية
حدّد مكتب تعداد الولايات المتحدة بيانات التركيبة السكانية لقرطاج في تعداد الولايات المتحدة. في ما يلي، التركيبة السكانية حسب تعدادي 2000 و2010.

### تعداد عام 2000
بلغ عدد سكان قرطاج 4,637 نسمة بحسب تعداد عام 2000، وبلغ عدد الأسر 1,490 أسرة وعدد العائلات 1,065 عائلة مقيمة في المدينة. في حين سجلت الكثافة السكانية 191.8 نسمة لكل كيلومتر مربع (496.8/ميل2). وبلغ عدد الوحدات السكنية 1,654 وحدة بمتوسط كثافة قدره 68.4 لكل كيلومتر مربع (177.2/ميل2).
وتوزع التركيب العرقي للمدينة بنسبة 52.86% من البيض و44.25% من الأمريكيين الأفارقة و1.04% من الأمريكيين الأصليين و0.43% من الأمريكيين ذوي الأصول الآسيوية و0.02% من سكان جزر المحيط الهادئ و0.58% من الأعراق الأخرى و0.82% من عرقين مختلطين أو أكثر و1.94% من الهسبانيون أو اللاتينيون من أي عرق.
بلغ عدد الأسر 1,490 أسرة كانت نسبة 42.7% منها لديها أطفال تحت سن الثامنة عشر تعيش معهم، وبلغت نسبة الأزواج القاطنين مع بعضهم البعض 43.8% من أصل المجموع الكلي للأسر، ونسبة 23.6% من الأسر كان لديها معيلات من الإناث دون وجود شريك،  بينما كانت نسبة 4% من الأسر لديها معيلون من الذكور دون وجود شريكة وكانت نسبة 28.5% من غير العائلات. تألفت نسبة 25.4% من أصل جميع الأسر من عدة أفراد يعيشون في نفس المنزل ونسبة 13.5% كانت تتألف من شخص يعيش بمفرده يبلغ من العمر 65 عاماً أو أكثر. وبلغ متوسط حجم الأسرة المعيشية 2.62، أما متوسط حجم العائلات فبلغ 3.12.
بلغ العمر الوسطي للسكان 32.8 عاماً. وكانت نسبة 25.9% من القاطنين تحت سن الثامنة عشر، وكانت نسبة 8.5% بين الثامنة عشر والرابعة والعشرين عاماً، ونسبة 20.8% كانت واقعةً في الفئة العمرية ما بين الخامسة والعشرين والرابعة والأربعين عاماً، ونسبة 16.8% كانت ما بين الخامسة والأربعين والرابعة والستين، ونسبة 12.2% كانت ضمن فئة الخامسة والستين عاماً فما فوق. يوجد لكل 100 أنثى 83.2 ذكر، ويوجد لكل 100 أنثى في الثامنة عشر من عمرها فما فوق 75.5 ذكر.
بلغ متوسط دخل الأسرة في المدينة 25,052 دولارًا، أما متوسط دخل العائلة فبلغ 30,069 دولارًا. وكان متوسط دخل الذكور 27,060 دولارًا مقابل 17,280 دولارًا للإناث. وسجل دخل الفرد الخاص بالمدينة 12,986 دولارًا. وكانت نسبة 21.5% من العائلات ونسبة 26.8% من السكان تحت خط الفقر، وكان من هؤلاء نسبة 39.6% تحت سن الثامنة عشر ونسبة 18.8% في الخامسة والستين من العمر وما فوق.

### تعداد عام 2010
بلغ عدد سكان قرطاج 5,075 نسمة بحسب تعداد عام 2010، وبلغ عدد الأسر 1,639 أسرة وعدد العائلات 1,147 عائلة مقيمة في المدينة. في حين سجلت الكثافة السكانية 209.9 نسمة لكل كيلومتر مربع (543.6/ميل2). وبلغ عدد الوحدات السكنية 1,799 وحدة بمتوسط كثافة قدره 74.4 لكل كيلومتر مربع (192.7/ميل2).
وتوزع التركيب العرقي للمدينة بنسبة 39.53% من البيض و46.98% من الأمريكيين الأفارقة و3.51% من الأمريكيين الأصليين و0.22% من الأمريكيين ذوي الأصول الآسيوية و8.47% من الأعراق الأخرى و1.30% من عرقين مختلطين أو أكثر و12.30% من الهسبانيون أو اللاتينيون من أي عرق.
بلغ عدد الأسر 1,639 أسرة كانت نسبة 44.4% منها لديها أطفال تحت سن الثامنة عشر تعيش معهم، وبلغت نسبة الأزواج القاطنين مع بعضهم البعض 37.6% من أصل المجموع الكلي للأسر، ونسبة 26.5% من الأسر كان لديها معيلات من الإناث دون وجود شريك،  بينما كانت نسبة 5.9% من الأسر لديها معيلون من الذكور دون وجود شريكة وكانت نسبة 30% من غير العائلات. تألفت نسبة 27.1% من أصل جميع الأسر من عدة أفراد يعيشون في نفس المنزل ونسبة 12.8% كانت تتألف من شخص يعيش بمفرده يبلغ من العمر 65 عاماً أو أكثر. وبلغ متوسط حجم الأسرة المعيشية 2.81، أما متوسط حجم العائلات فبلغ 3.36.
بلغ العمر الوسطي للسكان 30.2 عاماً. وكانت نسبة 30.5% من القاطنين تحت سن الثامنة عشر، وكانت نسبة 10.2% بين الثامنة عشر والرابعة والعشرين عاماً، ونسبة 28.2% كانت واقعةً في الفئة العمرية ما بين الخامسة والعشرين والرابعة والأربعين عاماً، ونسبة 17.9% كانت ما بين الخامسة والأربعين والرابعة والستين، ونسبة 13.2% كانت ضمن فئة الخامسة والستين عاماً فما فوق. وتوزع التركيب الجنسي للسكان بنسبة 49.9% ذكور و50.1% إناث.

## أعلام
- جان أنتوني
- بينيت مالون
- أونيل وايلدر
- ماركوس مان
- جون جونسون